# Willie Iverson
Willie J. Iverson (Detroit, 8 ottobre 1945 – 6 marzo 2012) è stato un cestista statunitense, professionista nella ABA.